# 928 Hildrun
928 Hildrun
928 Hildrun là một tiểu hành tinh bay quanh Mặt Trời.